# NXT TakeOver: New Orleans
NXT TakeOver: New Orleans foi um evento de luta livre profissional produzido pela WWE e transmitido pelo WWE Network para o seu território de desenvolvimento o NXT. Ocorreu em 7 de abril de 2018 no Smoothie King Center em Nova Orleães, Luisiana. Foi o décimo nono evento do NXT TakeOver e o segundo a ocorrer em 2018.
Cinco lutas foram contestadas no evento. No evento principal, Johnny Gargano derrotou Tommaso Ciampa em uma luta não-sancionada e foi reintegrado ao NXT. Nos combates preliminares, Aleister Black derrotou Andrade "Cien" Almas para ganhar o NXT Championship, Shayna Baszler derrotou Ember Moon para capturar o NXT Women's Championship e Adam Cole derrotou EC3, Killian Dain, Lars Sullivan, Ricochet e Velveteen Dream em uma luta de escadas para conquistar o inaugural NXT North American Championship.

## Antes do evento
NXT TakeOver: New Orleans teve combates de luta livre profissional de diferentes lutadores com rivalidades e histórias pré-determinadas, que se desenvolveram no WWE NXT, programa do território de desenvolvimento da WWE que é transmitido pelo WWE Network. Os lutadores interpretaram um vilão ou um mocinho seguindo uma série de eventos para gerar tensão, culminando em várias lutas. NXT TakeOver é uma série de eventos de luta livre profissional que começou em 29 de maio de 2014, com o território de desenvolvimento da WWE NXT tendo seu segundo evento transmitido ao vivo pelo WWE Network chamado de NXT TakeOver. Nos meses seguintes, o nome "TakeOver" se tornou o nome usado pelo NXT e WWE para todos os especiais ao vivo do NXT. NXT TakeOver: New Orleans foi o décimo nono sob o banner de NXT TakeOver, e o segundo a acontecer em 2018.
Em 28 de fevereiro no episódio do NXT, Andrade "Cien" Almas e Zelina Vega se gabaram da vitória de Almas sobre Johnny Gargano. Após isso, Aleister Black e Killian Dain vieram e uma briga entre os três se iniciou. Na semana seguinte, Black derrotou Dain em um combate que determinaria o desafiante número um ao NXT Championship de Almas, conquistando o direito de enfrentá-lo pelo título no TakeOver: New Orleans.
No NXT TakeOver: Philadelphia, Ember Moon derrotou Shayna Baszler para reter o NXT Women's Championship. Depois do combate, Baszler atacou Moon. Em 7 de fevereiro no episódio do NXT, Baszler afirmou que Moon tinha medo dela. Mais tarde, um tweet de Moon foi mostrado desafiando Baszler para uma revanche do TakeOver: Philadelphia pelo título na semana seguinte. Na semana seguinte, a revanche acabou em desqualificação quando Kairi Sane atacou Baszler, permitindo que Moon retivesse seu título. Depois do combate, Sane atacou Baszler. Duas semanas depois, depois de derrotar Sane, Baszler desafiou Moon. No episódio de 14 de março do NXT, depois de um combate onde Dakota Kai derrotou Lacey Evans, Baszler veio ao ringue e tentou atacar a vencedora. Moon apareceu e evitou que Baszler a atacasse, logo após iniciando uma briga com ela, que acabou com Moon saindo por cima após um Eclipse.
Em 21 de fevereiro no episódio do NXT, o Gerente Geral William Regal anunciou que haveria um Dusty Rhodes Tag Team Classic e os vencedores receberiam uma oportunidade pelo NXT Tag Team Championship no TakeOver: New Orleans. O torneio começou em 7 de março no episódio do NXT. A final contou com The Authors of Pain enfrentando a equipe de Roderick Strong e Pete Dunne. O combate acabou sem resultado quando Adam Cole e Kyle O'Reilly interferiram e tentaram evitar que a Undisputed Era (O'Reilly e Bobby Fish) tivessem que defender seu título de duplas, pois Fish estava incapaz de competir no TakeOver: New Orleans devido a uma lesão. Regal, porém, programou uma luta triple threat de três de duplas pelo título da Undisputed Era e pelo troféu Dusty Rhodes Tag Team Classic para o TakeOver. 
Em 28 de março no episódio do NXT, o Gerente Geral do NXT William Regal anunciou a introdução do novo título, o NXT North American Championship. Ele foi interrompido por EC3, que estava fazendo seu retorno para a WWE depois de aparecer anteriormente sob o nome de ringue Derrick Bateman. EC3 foi subsequentemente anunciado por Regal como um dos seis lutadores que iriam competir na ladder match para coroar o campeão inaugural no TakeOver. Mais tarde naquela noite, Regal anunciou os outros cinco lutadores que estariam competindo, sendo eles Adam Cole, Velveteen Dream, Lars Sullivan, Killian Dain e o estreante Ricochet.

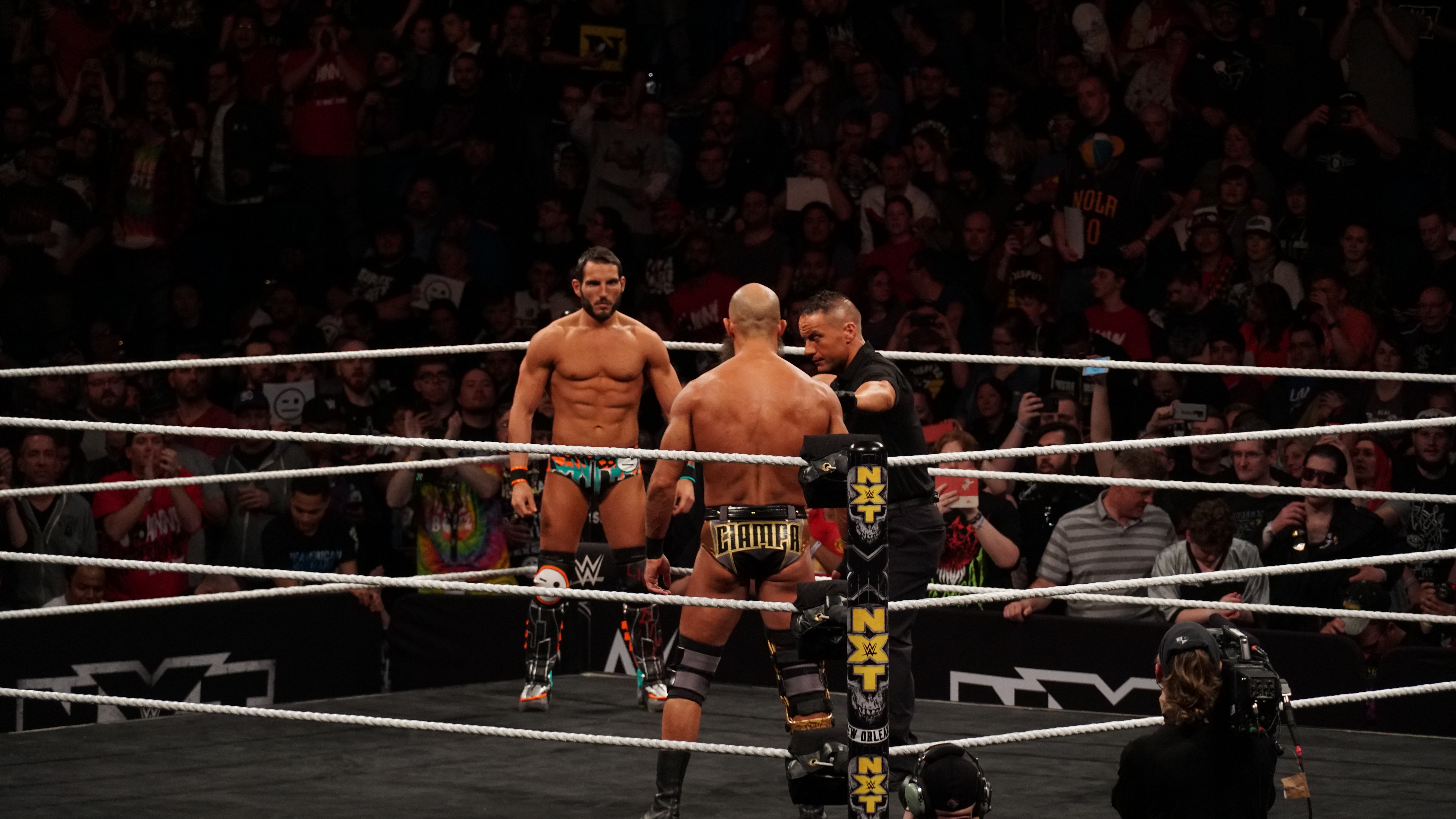
O evento viu o culminar de uma rivalidade de um ano entre Johnny Gargano e Tommaso Ciampa.

No NXT TakeOver: Chicago em 2017, Johnny Gargano e Tommaso Ciampa, que até então formavam a dupla DIY, foram derrotados por The Authors of Pain (Akam e Rezar), falhando em recuperar o NXT Tag Team Championship. Depois do combate, Gargano e Ciampa ficaram no stage, expressando tristeza pela derrota. Ciampa então se tornou um vilão quando ele se virou contra Gargano, após atacá-lo e arremessá-lo no cenário do show, logo após o acertando com uma joelhada. Ciampa sofreria uma lesão no LCA após a luta e ficaria de fora por vários meses. Gargano começou a se destacar como um lutador individual, com Ciampa encontrando várias maneiras de lhe custar grandes combates. No NXT TakeOver: Philadelphia, Gargano foi derrotado por Andrade "Cien" Almas que reteve o NXT Championship. Após a luta, quando Gargano deixava a rampa de entrada, Ciampa fez sua primeira aparição desde a traição, atacando Gargano com uma muleta. Nas semanas seguintes, Gargano desenvolveu uma obsessão em se vingar de Ciampa, chegando a emboscá-lo fora do WWE Performance Center e tentando entrar em sua casa. Um combate entre os dois seria oficializado no episódio de 28 de março do NXT, com estipulações adicionais de uma luta não-sancionada, e com a carreira de Gargano no NXT em jogo.
Foi anunciado também que o ex-jogador do Indianapolis Colts e atual personalidade da Barstool Sports, Pat McAfee, iria se juntar ao painel do pré-show.

## Evento
| Papel:             | Nome:                        |
| ------------------ | ---------------------------- |
| Comentaristas      | Mauro Ranallo                |
| Comentaristas      | Nigel McGuinness             |
| Comentaristas      | Percy Watson                 |
| Comentaristas      | Carlos Cabrera (espanhol)    |
| Comentaristas      | Marcelo Rodríguez (espanhol) |
| Anunciador         | Mike Rome                    |
| Árbitros           | Tom Castor                   |
| Árbitros           | Drake Wuertz                 |
| Árbitros           | Eddie Orengo                 |
| Árbitros           | Darryl Sharma                |
| Painel do pré-show | Charly Caruso                |
| Painel do pré-show | Sam Roberts                  |
| Painel do pré-show | Pat McAfee                   |

### Lutas preliminares
O evento teve início com a luta de escadas pelo NXT North American Championship envolvendo EC3, Ricochet, Adam Cole, Velveteen Dream, Lars Sullivan e Killian Dain. No final, Ricochet tentou pegar o título mas Cole empurrou a escada, causando a queda de Ricochet. Cole então pegou o título para vencer a luta.
Seguidamente, Ember Moon defendeu o NXT Women's Championship contra Shayna Baszler. Baszler aplicou um Kirifuda Clutch em Moon, que desacordou. Como resultado, Baszler conquistou o título após submissão técnica.
Após isso, The Undisputed Era (Adam Cole e Kyle O'Reilly) defendeu o NXT Tag Team Championship contra The Authors of Pain (Akam e Rezar) e Roderick Strong e o detentor do WWE United Kingdom Championship Pete Dunne, com o troféu do Dusty Rhodes Tag Team Classic também em jogo. Dunne aplicou um Bitter End em O’Reilly, mas Strong atacou Dunne, com a contagem do pinfall chegando até dois. Strong aplicou um End of Heartache em Dunne e colocou O'Reilly em cima de Dunne, fazendo com que The Undisputed Era retivessem o título e conquistassem o troféu. Após a luta, Strong colocou a braçadeira da Undisputed Era de Cole, se tornando vilão e se juntando ao grupo.
Na penúltima luta, Andrade "Cien" Almas, acompanhado por Zelina Vega, defendeu o NXT Championship contra Aleister Black. Enquanto o árbitro estava distraído, Vega aplicou uma hurricanrana da quina do ringue para os degraus de aço em Black; Almas subsequentemente tentou o pin mas sem sucesso. Black aplicou o Black Mass em Almas, mas Vega colocou o pé de Almas nas cordas, com a contagem do pinfall chegando no dois. Almas aplicou um double knee smash em Black, que estava sentado no córner, mas Black novamente saiu do pin. Almas aplicou outro double knee smash em Black, que estava sentado contra o poste do ringue, e tentou um elevated hammerlock DDT, mas Black reverteu. Almas aplicou o hammerlock DDT em Black com ele conseguindo sair do pin mais uma vez. Vega tentou saltar sobre Black, mas Almas apanhou Vega, permitindo Black aplicar o Black Mass em Almas para conquistar o título.

### Luta principal
No evento principal, Johnny Gargano enfrentou Tommaso Ciampa em uma luta não-sancionada. Ciampa aplicou um suplex na mesa dos comentaristas em Gargano. Gargano aplicou um powerbomb da quina do ringue para o concreto exposto em Ciampa. Gargano atingiu Ciampa com uma muleta e aplicou um slingshot DDT em Ciampa que saiu do pin. Gargano aplicou o Garga-No-Escape, mas Ciampa pôs os dedos nos olhos de Gargano. Ciampa aplicou um Project Ciampa em Gargano mas o mesmo saiu do pin. Gargano aplicou um Lawn Dart no exposto canto do ringue e executou dois superkicks em Ciampa, que estava ajoelhado, com Gargano novamente saindo do pin. Ciampa então aplicou um super Project Ciampa em Gargano que mais uma vez saiu do pin. Ciampa tentou atacar Gargano com sua joelheira, mas Gargano reverteu e aplicou o Garga-No-Escape, transicionado em um STF usando a joelheira. Ciampa desistiu, fazendo com que Gargano vencesse e fosse reintegrado ao NXT.

## Recepção

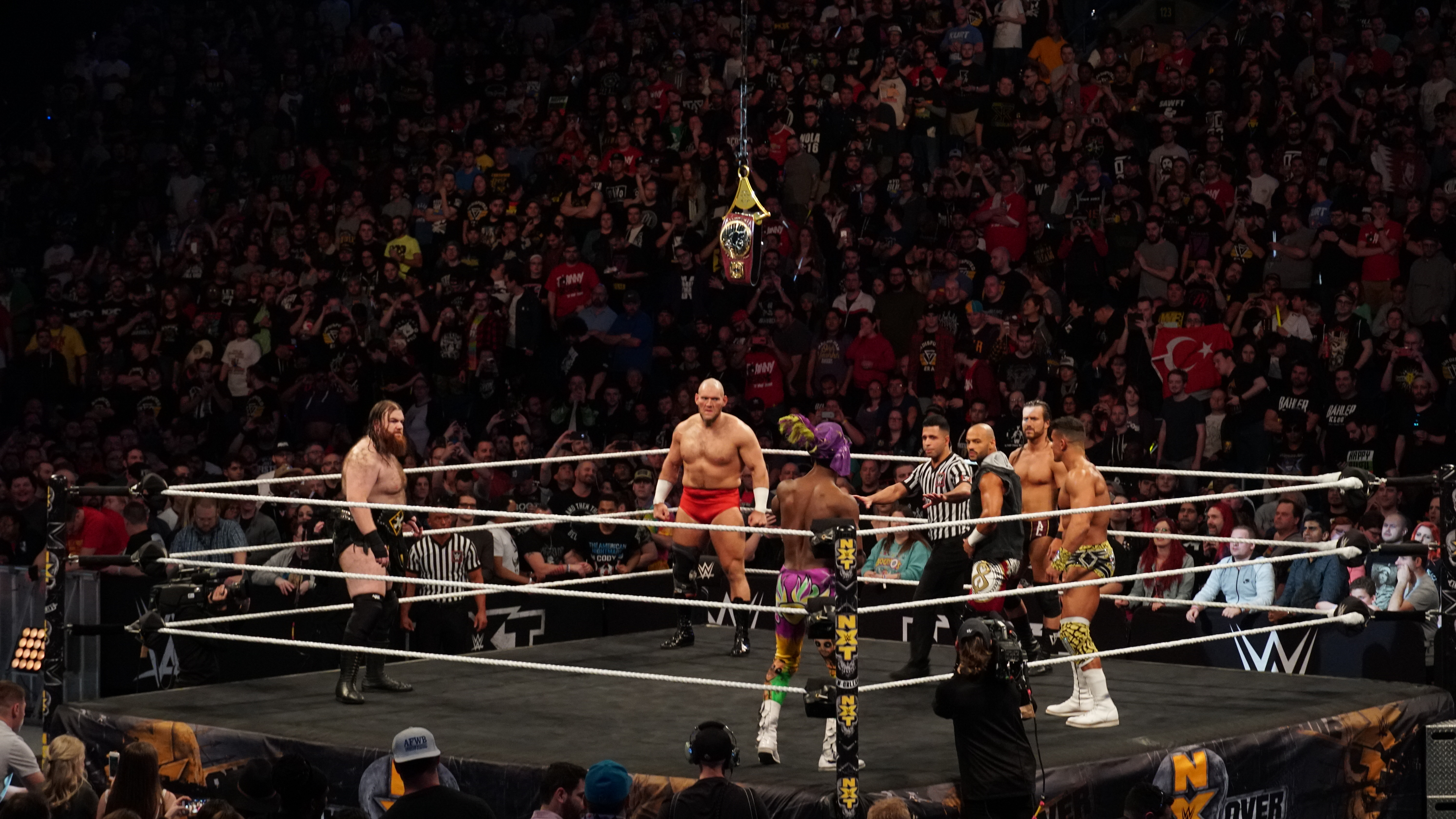
Os seis competidores no ringue para a luta de escadas pelo NXT North American Championship. O combate recebeu aclamação da crítica e uma classificação de cinco estrelas de Dave Meltzer.

O evento recebeu aclamação generalizada de fãs e críticos. Gene Guillot do The Times-Picayune descreveu o show como "wrestling no seu melhor", envolvendo um "wrestling espetacular e incrível contador de histórias" com "momento após momento de alto impacto". Guillot escreveu que o "show começou com uma das melhores lutas da história do NXT e terminou com outra candidata a Match of the Year (luta do ano) que contou uma das grandes histórias da história do wrestling". John Moore do Pro Wrestling Dot Net escreveu que "cada luta é entregue com um nível de evento principal", descrevendo o evento principal entre Gargano e Ciampa como um "final perfeito de seu longo conto". Matty Paddock do The Independent escreveu que o evento "teve um estilo de tirar o fôlego", chamando-o de "uma clássica noite de luta que será difícil de igualar". Dave Meltzer do Wrestling Observer Newsletter deu cinco estrelas para a luta de escadas pelo NXT North American Championship e para a luta não-sancionada, sendo estas a segunda e terceira luta que o NXT recebeu cinco estrelas em 2018; este é também o primeiro evento da WWE a ter duas lutas de cinco estrelas no mesmo show.

## Lutas
| Nº                                          | Resultados | Estipulações | Tempo |
| ------------------------------------------- | --- | --- | ----- |
| 1                                           | Adam Cole derrotou EC3, Killian Dain, Lars Sullivan, Ricochet e Velveteen Dream                                               | Luta de escadas para determinar o campeão inaugural do NXT North American Championship                                              | 31:24 |
| 2                                           | Shayna Baszler derrotou Ember Moon (c) por submissão                                                                          | Luta individual pelo NXT Women's Championship                                                                                       | 12:56 |
| 3                                           | The Undisputed Era (Adam Cole e Kyle O'Reilly) (c) derrotou The Authors of Pain (Akam e Rezar) e Roderick Strong e Pete Dunne | Luta de três duplas pelo NXT Tag Team Championship e pelo troféu Dusty Rhodes Tag Team Classic                                      | 19:54 |
| 4                                           | Aleister Black derrotou Andrade "Cien" Almas (c) (com Zelina Vega)                                                            | Luta individual pelo NXT Championship                                                                                               | 18:19 |
| 5                                           | Johnny Gargano derrotou Tommaso Ciampa por submissão                                                                          | Luta não-sancionada Se Gargano vencesse, ele seria reintegrado ao NXT. Se Ciampa vencesse, Gargano seria banido para sempre do NXT. | 37:00 |
| (c) – Refere-se aos campeões antes da luta. | | |       |

### Tabela do Dusty Rhodes Tag Team Classic
|  | Primeira Rodada NXT (7 de março) | Primeira Rodada NXT (7 de março)                  | Primeira Rodada NXT (7 de março) |                              |        | Semifinais NXT (TBA) | Semifinais NXT (TBA) | Semifinais NXT (TBA) |                                                 |                                                 | Final NXT TakeOver: New Orleans | Final NXT TakeOver: New Orleans | Final NXT TakeOver: New Orleans |  |
|  |                                  |                                                   |                                  |                              |        |                      |                      |                      |                                                 |                                                 |                                 |                                 |                                 |  |
|  | 1                                | The Street Profits (Angelo Dawkins e Montez Ford) | Pin                              |                              |        |                      |                      |                      |                                                 |                                                 |                                 |                                 |                                 |  |
|  | 1                                | The Street Profits (Angelo Dawkins e Montez Ford) | Pin                              |                              |        |                      |                      |                      |                                                 |                                                 |                                 |                                 |                                 |  |
|  | 8                                | Heavy Machinery (Otis Dozovic e Tucker Knight)    | [ 25 ]                           |                              |        |                      |                      |                      |                                                 |                                                 |                                 |                                 |                                 |  |
|  | 8                                | Heavy Machinery (Otis Dozovic e Tucker Knight)    | [ 25 ]                           | The Street Profits           |        |                      |                      |                      |                                                 |                                                 |                                 |                                 |                                 |  |
|  |                                  |                                                   |                                  |                              |        |                      |                      |                      |                                                 |                                                 |                                 |                                 |                                 |  |
|  |                                  |                                                   | The Authors of Pain              | The Authors of Pain          | Pin    |                      |                      |                      |                                                 |                                                 |                                 |                                 |                                 |  |
|  | 4                                | TM-61 (Nick Miller e Shane Thorne)                | The Authors of Pain              | The Authors of Pain          | Pin    | [ 6 ]                |                      |                      |                                                 |                                                 |                                 |                                 |                                 |  |
|  | 4                                | TM-61 (Nick Miller e Shane Thorne)                |                                  |                              |        |                      |                      |                      |                                                 |                                                 |                                 |                                 |                                 |  |
|  | 5                                | The Authors of Pain (Akam e Rezar)                | Pin                              |                              |        |                      |                      |                      |                                                 |                                                 |                                 |                                 |                                 |  |
|  | 5                                | The Authors of Pain (Akam e Rezar)                | Pin                              | The Authors of Pain          |        |                      |                      |                      |                                                 |                                                 |                                 |                                 |                                 |  |
|  |                                  |                                                   |                                  |                              |        |                      |                      |                      |                                                 |                                                 |                                 |                                 |                                 |  |
|  |                                  |                                                   | Pete Dunne e Roderick Strong2    |                              |        |                      |                      |                      |                                                 |                                                 |                                 |                                 |                                 |  |
|  | 2                                | Riddick Moss e Tino Sabbatelli                    | [ 25 ]                           |                              |        |                      |                      |                      |                                                 |                                                 |                                 |                                 |                                 |  |
|  | 2                                | Riddick Moss e Tino Sabbatelli                    | [ 25 ]                           |                              |        |                      |                      |                      |                                                 |                                                 |                                 |                                 |                                 |  |
|  | 7                                | Sanity (Alexander Wolfe e Eric Young)             | Pin                              |                              |        |                      |                      |                      |                                                 |                                                 |                                 |                                 |                                 |  |
|  | 7                                | Sanity (Alexander Wolfe e Eric Young)             | Pin                              |                              | Sanity | Sanity               |                      |                      |                                                 | Third place                                     | Third place                     | Third place                     |                                 |  |
|  |                                  |                                                   |                                  |                              | Sanity | Sanity               |                      |                      |                                                 |                                                 |                                 |                                 |                                 |  |
|  |                                  |                                                   | Pete Dunne e Roderick Strong     | Pete Dunne e Roderick Strong | Pin    |                      |                      |                      |                                                 |                                                 |                                 |                                 |                                 |  |
|  | 3                                | Danny Burch e Oney Lorcan                         | Pete Dunne e Roderick Strong     | Pete Dunne e Roderick Strong | Pin    |                      |                      |                      | The Undisputed Era (Bobby Fish e Kyle O'Reilly) | The Undisputed Era (Bobby Fish e Kyle O'Reilly) |                                 |                                 |                                 |  |
|  | 3                                | Danny Burch e Oney Lorcan                         |                                  |                              |        |                      |                      |                      | The Undisputed Era (Bobby Fish e Kyle O'Reilly) | The Undisputed Era (Bobby Fish e Kyle O'Reilly) |                                 |                                 |                                 |  |
|  | 6                                | Pete Dunne e Roderick Strong1                     | Pin                              |                              |        |                      |                      |                      |                                                 |                                                 |                                 |                                 |                                 |  |

1 ↑  Strong e Dunne substituíram a equipe anteriormente anunciada de Tyler Bate e Trent Seven, depois de Bate sofrer uma lesão no joelho.
2 ↑  Esta foi uma luta de três duplas que era também pelo NXT Tag Team Championship, e envolveu os campeões The Undisputed Era (Adam Cole e Kyle O'Reilly).